# Eric Hänni
Eric Hänni (* 19. Dezember 1938 in Delsberg; † 25. Dezember 2024) war ein Schweizer Judoka und Gewinner einer olympischen Silbermedaille 1964.

## Sportkarriere
Hänni begann seine Laufbahn beim JC Delémont und wechselte zu Nippon Zürich, mit beiden Mannschaften gewann er auch den Schweizer Mannschaftstitel. Er gewann 1959 seinen ersten Meistertitel im Leichtgewicht, der damaligen Gewichtsklasse unter 68 kg. 1964 erhielt er die Bronzemedaille bei den Judoeuropameisterschaften und gewann seinen nach 1962 dritten Titel bei den Schweizer Meisterschaften. Bei der olympischen Premiere im Judo gewann Hänni seine ersten vier Kämpfe und erreichte damit den Final gegen den Japaner Takehide Nakatani. Der Japaner siegte nach 1:15 Minuten und erkämpfte die erste Goldmedaille im olympischen Judosport, Hänni erhielt die Silbermedaille und löste damit einen Judo-Boom in der Schweiz aus.
Ab 1965 gab es neue Gewichtsklassen im Judo, und Hänni gewann 1965 seinen ersten Titel in der –70-kg-Kategorie. Nach zwei weiteren Titeln 1969 und 1970 siegte er 1971 in der Klasse unter 80 kg. Seine letzte Medaille bei Schweizer Meisterschaften erhielt Hänni 1974 mit Bronze im Leichtgewicht.
Hänni war bereits in den 1960er Jahren als Judo-Trainer in Bern tätig; später war er international als Schiedsrichter aktiv.
Eric Hänni war Träger des 9. (Dan) im Judo.
Er starb am 25. Dezember 2024 im Alter von 86 Jahren.